# Thijs Berman

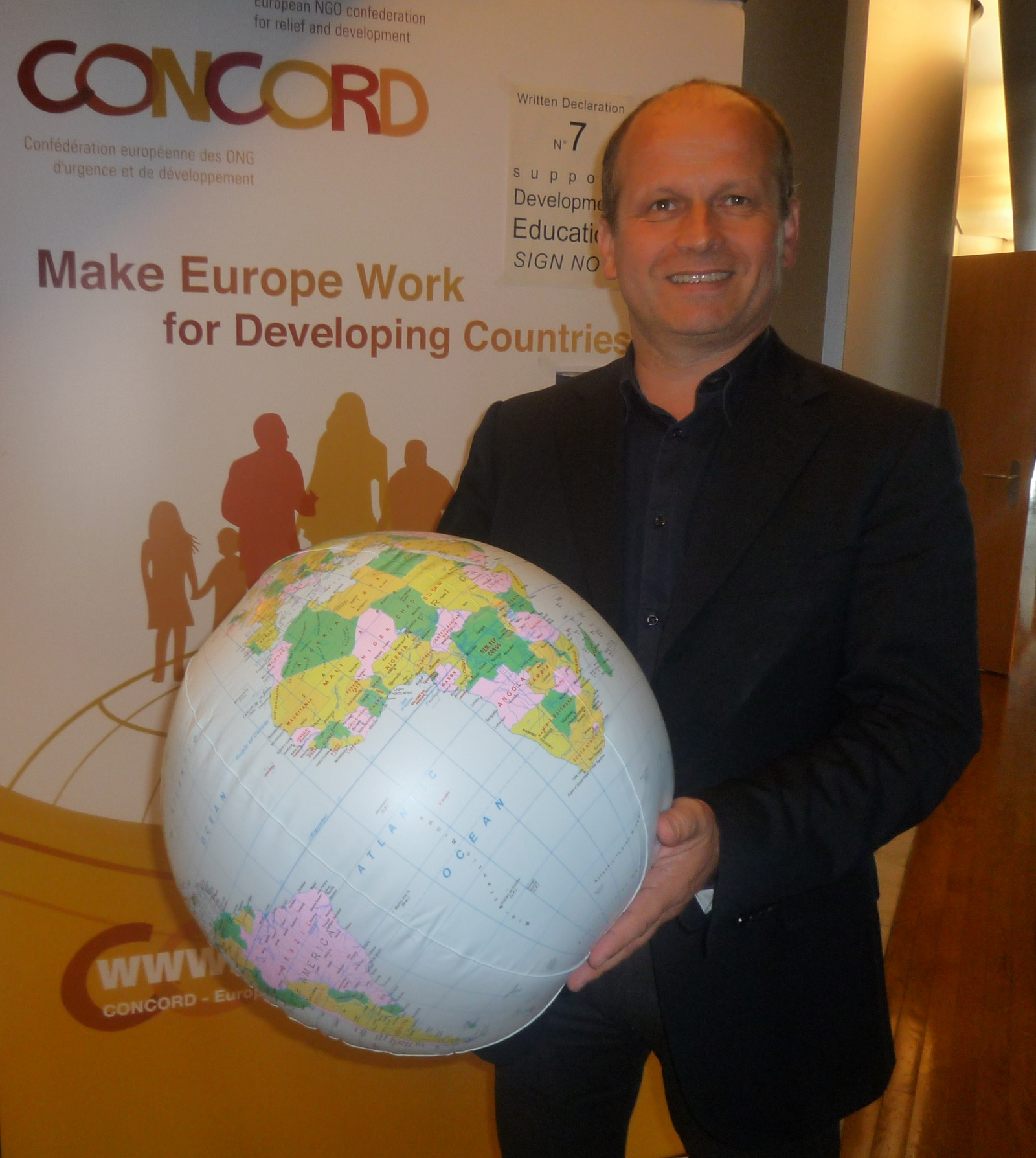
Thijs Berman

Thijs Berman (n. 26 septembrie 1957, Coevorden, Drenthe, Țările de Jos) este un om politic neerlandez, membru al Parlamentului European în perioada 2004-2009 din partea Țărilor de Jos.
1. ↑  Deputații în Parlamentul European